# Samuel Butler (romanschrijver)

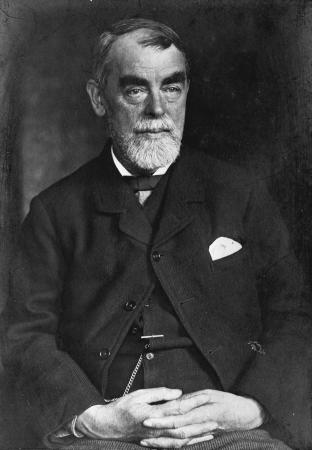
Samuel Butler, foto uit The way of all flesh

Samuel Butler (4 december 1835 - 18 juni 1902) was een Britse schrijver.

## Biografie
Tijdens zijn studies aan het St John's College van de Universiteit van Cambridge ontwikkelde Samuel Butler een belangstelling voor uiteenlopende zaken als de klassieke Oudheid, de muziek van Georg Friedrich Händel, de schilderkunst en het werk van Charles Darwin. Op zijn vierentwintigste vertrok hij naar Nieuw-Zeeland, waar hij vijf jaar een kudde schapen beheerde. Terug in Engeland begon hij met het schrijven van de artikelen die ten grondslag liggen aan zijn bekendste boek, Erewhon.

## Erewhon
Erewhon, een anagram van 'nowhere', is een satirisch utopia. In Erehwon wordt ziekte als misdaad beschouwd, godsdienst is er een financieel systeem van bankiers, scholing bestaat er uit de onderdrukking van originaliteit. Met profetisch inzicht verbannen de Erewhoniërs alle machines uit hun republiek, omdat ze bang zijn dat die zullen evolueren en de meesters worden van hun makers.

## Wetenschappelijke theorieën
Bijdragen aan de wetenschappelijke controversen van de negentiende eeuw leverde Butler onder andere met Life and Habit, Evolution Old and New, Unconscious Memory, Luck or Cunning en The Deadlock in Darwinism. De originaliteit van Samuel Butler zat hem vooral in het plezier dat hij erin had om met iedereen van mening te verschillen. Daar moet bij aangetekend worden dat hij in zijn kritiek op Darwin vooruitliep op later onderzoek naar de werking van het onbewuste.
Butler accepteerde de wetenschappelijke feiten waar de evolutietheorie op is gebaseerd, maar hij wilde er andere conclusies aan verbinden. De rol die de darwinisten toekennen aan het toeval ('luck') bij de natuurlijke selectie moest volgens hem worden vervangen door listigheid ('cunning') en onbewuste herinnering.
Voor een opmerkelijk stukje literaire theorie deinsde Samuel Butler ook niet terug. Zijn plan om een muziekstuk te componeren op een klassiek thema in de stijl van Händel bracht hem ertoe Homeros eens zorgvuldig te gaan lezen. Het leidde niet tot een Händelachtig muziekstuk, maar wel tot The Authoress of the Odyssey. Daarin betoogt hij dat de Odyssee geschreven werd door een vrouw en dat de tien jaar durende reis van Odysseus gewoon een rondvaart rond Sicilië was.
Samuel Butler publiceerde prozavertalingen van de Ilias (1898) en de Odyssee (1900), die in de 21ste eeuw nog steeds worden gebruikt.
Na zijn dood verschenen nog de roman The Way of all Flesh, een pijnlijk onderzoek naar de liefdeloze relatie die hijzelf als kind en jongeman met zijn ouders had, en enkele selecties van zijn nagelaten manuscripten. De Middle Common Room van het St John's College in Cambridge heet officieel de Samuel Butler Room. 